# Huautla de Jimenez
Huautla de Jimenez ist eine Kleinstadt mit ca. 13.500 Einwohnern und der Verwaltungssitz der gleichnamigen Gemeinde (municipio) mit insgesamt etwa 32.000 Einwohnern im Norden des Bundesstaates Oaxaca im Süden Mexikos. Die Stadt ist vor allem wegen ihrer vielfältigen Traditionen seit 2015 als Pueblo Mágico anerkannt.

## Lage und Klima
Der an einem Berghang gelegene Ort Huautla de Jimenez liegt abseits der Verbindungsstraße zwischen Mexiko-Stadt und Oaxaca de Juárez gut 240 km (Fahrtstrecke) nördlich der Stadt Oaxaca in einer Höhe von ca. 1950 m. Das vom Atlantik bzw. vom Golf von Mexiko beeinflusste Klima ist im Winter meist trocken und vergleichsweise warm; der reichliche Regen (ca. 2000 mm/Jahr) fällt hauptsächlich während des Sommerhalbjahrs.

## Bevölkerungsentwicklung
| Jahr      | 2000  | 2020   |
| Einwohner | 9.458 | 12.482 |

Die größtenteils aus dem Umland zugewanderten Bewohner der Stadt sprechen in der Regel mazatekische oder Nahuatl-Dialekte.

## Wirtschaft
Die Menschen der Region leben noch heute weitgehend als Selbstversorger von den Erträgen ihrer Felder (Mais, Weizen) und Gärten (Kartoffeln, Bohnen, Tomaten, Chili etc.). Viehzucht wurde nur in geringem Umfang betrieben (Hühner, Truthühner), mittlerweile spielt sie eine wichtige Rolle in den umliegenden Dörfern. In der Stadt selbst haben sich Kleinhändler, Handwerker und Dienstleister aller Art niedergelassen.

## Geschichte
Die hier lebenden Indios leisteten sowohl Widerstand gegen die aztekische als auch gegen die spanische Okkupation.

## Sehenswürdigkeiten
Die oft traditionell gekleideten Menschen des Ortes sind beliebte Fotomotive. Vor einem „gestohlenen“ Foto sollte man durch leichtes Heben und Zeigen der Kamera besser fragen.

## Persönlichkeiten
- María Sabina (um 1894–1985), Heilerin (curandera), Schamanin